# Wytrzymałość materiałów

Rozkład naprężeń podczas zginania belki (metoda elementów skończonych)

Wytrzymałość materiałów – dziedzina wiedzy inżynierskiej, część inżynierii mechanicznej, zajmująca się analitycznym i eksperymentalnym badaniem zjawisk zachodzących w materiałach konstrukcyjnych i konstrukcjach poddanych obciążeniom zewnętrznym. Obciążenia takie wywołują w materiale siły wewnętrzne, które mogą być opisywane przez naprężenia oraz wywołują deformacje materiału, których miarą są odkształcenia.
Dla odkształceń mieszczących się w zakresie sprężystości danego materiału zależność pomiędzy naprężeniami i odkształceniami opisywana jest przez prawo Hooke’a.
Podstawowym zadaniem obliczeniowym jest w wytrzymałości materiałów określenie stanu wytężenia materiału.
Ze względu na trudności w opisie trójwymiarowych zjawisk wytrzymałościowych dla ogólnego przypadku obciążenia rzeczywistego ciała materialnego, w praktyce inżynierskiej dokonuje się szeregu uproszczeń. Zakłada się, że:
- materiał, z jakiego ciało materialne jest wykonane, jest jednorodny, izotropowy i ciągły.
- naprężenia uśredniają się w przekrojach (zasada de Saint-Venanta).
- obciążenie można zredukować do kilku typowych przypadków, oraz że w przypadku obciążeń złożonych można dokonywać superpozycji tych prostych przypadków. Zalicza się do nich:
  - rozciąganie
  - ściskanie
  - zginanie
  - ścinanie
  - skręcanie
  - docisk

Podstawowe zagadnienia, jakimi zajmuje się wytrzymałość materiałów, to:
- wyznaczanie naprężeń, odkształceń i określanie wytężenia w:
  - prętach
  - płytach
  - tarczach
  - powłokach
  - bryłach
- stateczność ściskanych prętów prostych tzw. wyboczenie
- stateczność płasko zginanych belek o smukłych przekrojach tzw. zwichrzenie
- wpływ karbu lub spiętrzenie naprężeń
- zagadnienia zmęczenia materiałów, reologii

Do wytrzymałości materiałów bywa czasem zaliczana także statyka i dynamika układów konstrukcyjnych złożonych z poszczególnych elementów: prętów, płyt, tarcz, powłok i brył.
Założenie o izotropowości nie zawsze może być stosowane w odniesieniu do coraz powszechniej stosowanych materiałów kompozytowych. Materiały te w ogólności charakteryzują się anizotropowością, lecz często są tak wykonane, że można wyróżnić w nich trzy wzajemnie prostopadłe płaszczyzny symetrii własności materiałowych - wtedy materiały takie nazywamy ortotropowymi.